# Correction d'inclinaison

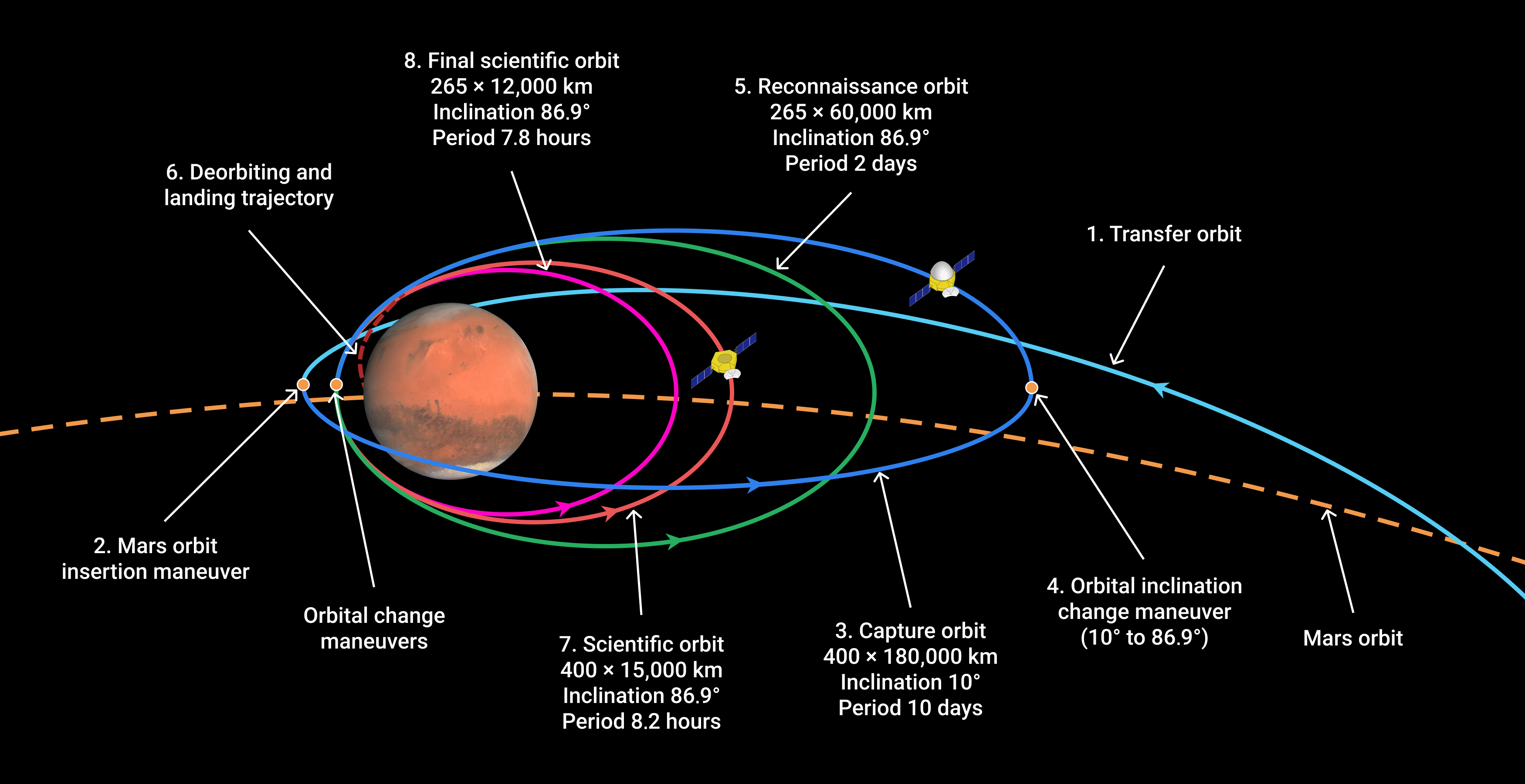
Exemple de trajectoire : l'orbite de Tianwen-1 autour de Mars

La correction d'inclinaison est une manœuvre orbitale qui a pour but de changer l'inclinaison de l'orbite d'un objet. Cette manœuvre est aussi appelée changement de plan d'orbite car il s'agit de faire basculer le plan de l'orbite. Pour effectuer une correction d'inclinaison, il faut changer le vecteur vitesse (delta-v) à un des nœuds, c'est-à-dire à un des points où les orbites initiale et désirée intersectent. La ligne des nœuds orbitaux est définie par l'intersection de deux plans orbitaux.
En général un changement d'inclinaison demande une très grande quantité de delta-v et les missions essayent de les éviter si possible pour économiser le carburant. Typiquement cela est réalisé en lançant l'objet directement à l'inclinaison désirée, ou le plus près possible pour minimiser les corrections d'inclinaisons. L'assistance gravitationnelle est la manière la plus efficace d'effectuer un changement d'inclinaison important, mais est seulement effective lors des missions interplanétaires.

## Efficacité
Le moyen le plus simple de changer le plan d'orbite est d'activer les moteurs à l'un des deux croisements entre les plans de l'orbite initiale et finale. Le delta-v requis correspond au changement de vecteur vitesse entre les deux plans au point de croisement.
Par contre le moyen le plus efficace est de changer l'inclinaison à l'apoapside (or apogée), où la vitesse orbitale {\displaystyle v} est la moins grande. Dans certains cas il se peut que le delta-v total est plus petit si d'abord on place le satellite dans une orbite plus haute, change ensuite le plan d'orbite à cette apoapside plus haute et pour finir abaisse l'orbite à son hauteur initiale.
Lors de cette manœuvre la plus efficace le changement d'inclinaison à l'apoapside change aussi l'argument du périastre. Cela limite un changement de plan d'orbite seulement au long de la ligne des apsides.[réf. nécessaire]
Sur une orbite de transfert de Hohmann les orbites initiale et finale sont distantes de 180 degrés. Comme le plan de l'orbite de transfert doit contenir le corps central, par exemple le soleil, et les nœuds initiaux et finaux, cela peut demander deux changements de plan de 90 degrés pour atteindre et quitter le plan de transfert. Dans ce cas il est souvent plus efficace d’utiliser une manœuvre de plan brisé où on active les moteurs une fois de plus afin que le changement de plan se passe seulement à l’intersection des plans initial et final, à la place des nœuds.

## L'inclinaison mêlée à d'autres éléments orbitaux
Il est important de tenir compte de la définition de l’inclinaison d’une orbite selon Kepler. Elle est mesurée comme l’angle entre le nord de l’écliptique et le vecteur normal du plan de l’orbite (c’est-à-dire le vecteur de moment cinétique). Cela a pour cause que l’inclinaison est toujours positive et mêlée à d’autres éléments orbitaux, surtout à l’argument de périapside qui lui est mêlé à la longitude du nœud ascendant. Donc il se peut que deux orbites très différentes aient la même inclinaison.

## Calcul
Lors d’une correction de l’inclinaison seule, les autres éléments de l’orbite (taille, forme, etc.) restent les mêmes. Le delta-v ({\displaystyle \Delta v_{i}}) requis pour une changer l’inclinaison de {\displaystyle \Delta i} est:
{\displaystyle \Delta v_{i}={2\sin({\frac {\Delta {i}}{2}})(1+e\cos(f))na \over {{\sqrt {1-e^{2}}}\cos(\omega +f)}}}
où:
- {\displaystyle e\,} est l'excentricité orbitale
- {\displaystyle \omega \,} est l'argument du périastre
- {\displaystyle f\,} est l'anomalie vraie
- {\displaystyle n\,} est le moyen mouvement
- {\displaystyle a\,} est le demi-grand axe

Pour des manœuvres plus compliquées qui peuvent inclure une correction d’inclinaison combiné à une correction du rayon de l’orbite, le delta-v est la différence vectorielle entre les vecteurs vitesse des orbites initiale et finale au point de transfert. Ces types de manœuvres combinées sont fréquentes parce qu’il est plus efficace de corriger plusieurs éléments orbitaux en même temps, si ceux-ci doivent être corrigés au même endroit.
Selon la loi des cosinus, le delta-v ({\displaystyle \Delta {v}\,}) minimum pour une telle manœuvre combinées est 
{\displaystyle \Delta v={\sqrt {V_{1}^{2}+V_{2}^{2}-2V_{1}V_{2}\cos(\Delta i)}}}
Ici {\displaystyle V_{1}} et {\displaystyle V_{2}} sont les vitesses initiale et finale.

## Changement d'inclinaison d'orbite circulaire
Si les orbites initiale et finale sont circulaires (c'est-à-dire {\displaystyle e=0}) et ont le même rayon, le delta-v ({\displaystyle \Delta v_{i}}) requis pour une correction d’inclinaison est:
{\displaystyle \Delta v_{i}={2v\,\sin \left({\frac {\Delta {i}}{2}}\right)}}
où {\displaystyle v} est la vitesse orbitale et a la même unité que {\displaystyle \Delta v_{i}}.

## Autres moyens de correction d'inclinaison
D’autres moyens de corriger l’inclinaison qui n’ont pas besoin de carburant (ou qui permettent de réduire le carburant requis) incluent
- la portance aérodynamique (pour des corps dans une atmosphère, par exemple l’atmosphère terrestre)
- les voiles solaires

On peut aussi utiliser l'assistance gravitationnelle d'autres corps tel que la Lune.
Aucune de ces méthodes change le delta-v requis. Elles sont seulement d’autres moyens d’atteindre le même résultat final et vont dans l’idéal réduire le total de carburant utilisé.